# Eosta

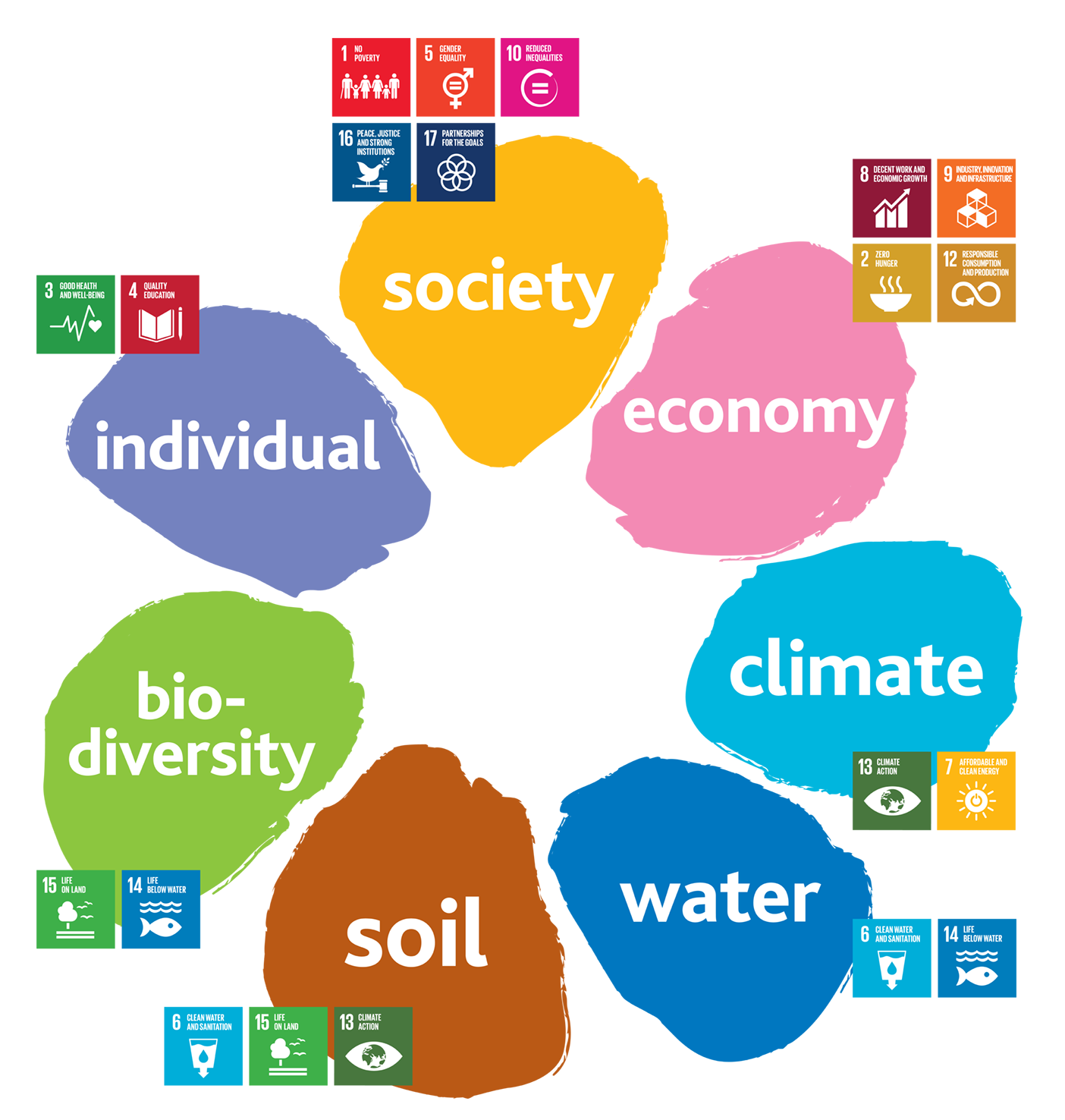
De Duurzaamheidsbloem, het integrale duurzaamheidsmodel van Eosta, met koppeling naar SDG's

Eosta is een multinationale onderneming op het gebied van biologische voeding, gespecialiseerd in de wereldwijde import, export en distributie van verse biologische groente en fruit. Eosta importeert vooral overzees fruit uit Afrika, Zuid-Amerika, Oceanië, Azië en Noord-Amerika. Het bedrijf staat bekend om zijn idealistische en soms activistische stellingname in onderwerpen als duurzaamheid en eerlijke handel. CEO Volkert Engelsman werd in 2017 gekozen tot nummer 1 in de Trouw Duurzame 100, de jaarlijkse Nederlandse ranglijst van meest invloedrijke duurzame denkers. In 2018 won Eosta een Europese milieuprijs, de European Business Award for the Environment. In 2023 werd alle aandelen van Eosta overgenomen door Anders Invest . 

## Geschiedenis
Eosta werd in 1990 opgericht door ondernemer Volkert Engelsman, samen met studievriend Willem van Wijk, als antwoord op de opkomende vraag van supermarkten naar biologische voeding, alsmede de sterk stijgende vraag in de natuurvoedingssector. Het woord Eosta bevat het Griekse woord "Eos", de godin van de zonsopgang, als symbool voor de gewenste nieuwe, duurzame economie. In de loop der jaren groeide het uit tot een van de grootste spelers in de Europese markt voor biologische groente en fruit, met export naar Duitsland, Scandinavië, België, Frankrijk, andere Europese landen, maar ook de VS en Hong Kong. Eosta heeft zich sinds de oprichting vooral op de internationale markt gericht en in veel mindere mate op Nederland. In 2007 werd dochteronderneming Soil & More opgericht, een onderneming die o.a. teeltadviezen aan biologische telers verstrekt. In 2023 werd Eosta overgenomen door Anders Invest. Oprichter Volkert Engelsman stapte uit maar bleef als adviseur verbonden aan de onderneming .

## Campagnes en innovaties
Eosta lanceerde verschillende duurzame innovaties en duurzaamheidscampagnes. Met het online transparantiesysteem Nature & More won Eosta verschillende internationale prijzen waaronder de Sustainable Entrepreneurship Award, die in 2013 werd uitgereikt in Wenen. Van 2013 tot 2015 vroeg Eosta met de internationale campagne Save Our Soils aandacht voor het probleem van bodemverarming: per jaar gaat daardoor 10 miljoen hectare landbouwgrond verloren. De campagne had meer dan 100 NGO's en bedrijven als partner en kreeg steun van o.a. Julia Roberts en de Dalai Lama. Met de campagne “The True Cost of Food”, die pleit voor True Cost Accounting in de voedingssector, won het bedrijf in 2018 de Koning Willem I Plaquette voor Duurzaam Ondernemerschap. Koningin Máxima onthulde daarbij de 'ware prijs' van een duurzame ananas en nam actief deel aan een debat over True Cost Accounting. Eosta trok ook internationale aandacht met "Natural Branding", het aanbrengen van lasermerkjes op groente en fruit, met als doel onnodige plasticverpakkingen te mijden.

## Nature & More
Nature & More is het consumentenmerk van Eosta en is tevens de naam van Eosta's online transparantiesysteem. Producten onder dit merk dragen een QR-code of een driecijferige code die consumenten kunnen invoeren op een website. Daar kunnen ze vervolgens meer informatie lezen over de biologische teler achter het product en over de impact van de productie op verschillende ecologische en sociale aspecten van duurzaamheid. Via  de website van Nature & More stelt Eosta ook True Cost Accounting gegevens over de producten beschikbaar. 

## Duurzaamheidsbloem
De Duurzaamheidsbloem is het duurzaamheidsmodel dat Eosta gebruikt om de duurzaamheidsimpact van haar telers te "Meten, Managen, Marketen en Monetariseren" en wordt ook gebruikt door enkele andere bedrijven in de internationale biologische sector. De Duurzaamheidsbloem heeft zeven bloemblaadjes die elk staan voor een ander aspect van ecologische of sociale duurzaamheid, zoals klimaat en biodiversiteit. Hieraan zijn concrete indicatoren (Key Point Indicators) verbonden op basis van GRI richtlijnen. De Duurzaamheidsbloem wordt gebruikt om de duurzaamheidsprestaties van boeren en telers te meten, managen en vermarkten. Vervolgens wordt met True Cost Accounting ook een monetaire waarde verbonden aan deze prestaties.

## Belbeis Desert Club
De duurzaamheidsvisie van Eosta werd vanaf 1996 ontwikkeld samen met de Belbeis Desert Club, een internationale denktank van pioniers en vernieuwers uit de biologische sector, die zich ook wel 'International Association & Partnership for Ecology and Trade' noemt. Behalve Eosta-directeur Volkert Engelsman zitten hierin de CEO's en oprichters van o.a.: SEKEM (Egypte), Alnatura (Duitsland), Lebensbaum (Duitsland), Organic Farm Foods (VK), Aarstiderne (Denemarken), Ambootia (India), HiPP (Zwitserland/Duitsland), Amfri Farms (Oeganda), the Soil Association (VK), Soil & More (Duitsland/Nederland), Triodos Bank, GLS Gemeinschaftsbank (Duitsland), Shipton Mill (VK), Rapunzel (Duitsland), IFOAM (EU) en FiBL (Zwitserland).

## Missie en kernwaarden
Eosta verwoordt haar missie als volgt: "Eosta wil een bijdrage leveren aan gezonde voeding, een beter milieu en sociale verantwoordelijkheid: gezond, biologisch, eerlijk." Dit sluit aan bij de kernwaarden van de onderneming: Verantwoordelijk, Samen, Authentiek. De kernwaarden komen terug in het HR-beleid: Dream, Dance Deliver. Het idee is dat een duurzame prestatie (Verantwoordelijk, Deliver) het best kan worden geleverd door ieders unieke potentieel (Authentiek, Dream) tot bloei te laten komen in een transparante samenwerking (Samen, Dance). Ook in de strategie richting consument en klant zijn deze waarden leidend. 

## Oprichting dochterbedrijf Soil & More
In 2007 werd vanuit Eosta het dochterbedrijf Soil & More opgericht. Aanleiding was de problematische situatie rond bodemvruchtbaarheid en waterbeschikbaarheid bij de Sondagsriviervallei in Zuid-Afrika. Net als elders in de wereld werd deze rivierdelta en het aangesloten irrigatiesysteem geteisterd door verlanding. Kunstmest uit de landbouw zorgde voor te veel nutriënten in het water, wat leidde tot wildgroei van waterplanten en algen. Tegelijk werden de landbouwbodems onvruchtbaar door het overmatig kunstmestgebruik. Vanaf 1995 startte de Wereldbank daarom het Working for Water-project in Zuid-Afrika. Arbeiders werden hierbij betaald om de plantengroei uit de rivier te scheppen om de waterwegen open te houden. Dit materiaal werd verbrand of gestort om weg te rotten. Eosta, dat actief was bij Zuid-Afrikaanse citrustelers, realiseerde zich dat dit organische afval kon worden benut om er aerobe compost voor biologische landbouw van te maken en richtte daartoe samen met partners Soil & More op. Compostering van het afval gaf meervoudig voordeel: het verschafte werkgelegenheid; de compost kon worden gebruikt om de landbouwbodems te verbeteren; het gebruik van kunstmest kon worden gestopt; gangbare telers konden zo omschakelen naar biologische landbouw; en de broeikasgasemissie werd verminderd. Aerobe compostering zorgt er namelijk voor dat er geen methaan bij rotting werd uitgestoten, maar CO2, dat minder schadelijk is. 
Ook in Kaapstad is dit procedé op grote schaal toegepast door biologische druiventeler Eddie Redelinghuys, wat leidde tot oprichting van het succesvolle bedrijf Reliance Compost.

## Klimaatneutrale groente en fruit
Soil & More kreeg voor haar composteringsprojecten in Zuid-Afrika vanaf 2008 VN-gecertificeerde carbon credits (emissierechten). Eosta gebruikte deze carbon credits om haar complete assortiment groente en fruit in 2009 klimaatneutraal aan te bieden.  

## Samenwerking met Udea en Dr. Goodfood
In 2020 gaf Eosta aan zich meer op Nederland te willen gaan richten. Eosta en biologische groothandel Udea maakten bekend nauwer te gaan samenwerken. Zij hebben hierbij gezamenlijke campagnes op het oog waarbij zij gezonde voeding onder de aandacht van de consument willen brengen. In de campagnes zal Dr. Goodfood een belangrijke rol spelen, een marketingconcept van Eosta.